# ジェームズ・カーネギー (第5代準男爵)
第5代準男爵サー・ジェームズ・カーネギー（英語: Sir James Carnegie, 5th Baronet、1799年9月28日 – 1849年1月30日）は、イギリスの政治家。1830年イギリス総選挙で当選したが、第1回選挙法改正に反対したため有権者の支持を失い、1年で議員を退任した。1847年に父と同じくサウセスク伯爵位の継承を主張したが、失敗に終わっている。

## 生涯

### 生い立ち
第4代準男爵サー・デイヴィッド・カーネギーと妻アグネス・マレー（Agnes Murray、旧姓エリオット（Elliot）、1764年ごろ – 1860年6月9日、アンドルー・エリオットの娘）の長男として、1799年9月28日に生まれた。1805年5月25日に父が死去すると、わずか5歳で準男爵位を継承した。1812年ごろよりイートン・カレッジで教育を受けたほか、家庭教師の指導も受けている。その後はグランドツアーに出て、1818年から1819年にかけてフランス、ドイツ、イタリアを、1820年にスペインとオランダを旅した。1824年に再び旅に出て、フランスとイタリアを旅した。イタリアではダニエル・ライソンズの娘シャーロットと出会い、翌年に在ナポリイギリス領事官邸でシャーロットと結婚した。カーネギーは旅日記を残したという。領地管理では父が領地購入と選挙活動で増やした債務をほとんど償還し、1829年には追加で領地を購入できるほどだった。

### 政界にて
アバディーン・バラ選挙区の現職議員ジョセフ・ヒューム（急進派所属）と友好な関係だったが、カーネギーは1829年10月にヒュームに対し次の総選挙で出馬すると通告した。ヒュームはアバディーン・バラ選挙区での再選のほか、ウェストミンスター選挙区とミドルセックス選挙区からの出馬も検討していたが、フランシス・プレイスはヒュームに対し「確実なことを捨て不確実なことを選ぶのは狂気じみている」（insane to throw away a certainty for an uncertainty）と述べ、自身の経験を武器にカーネギーと戦うべきだと助言した。
1830年6月に国王ジョージ4世が重病に陥る中、カーネギーは選挙活動を行い、アバディーン・バラ選挙区に含まれる5バラのうち4バラの自治体議会をキナード城に招いて歓待した（アーブロースの自治体議会は参加を拒否した）。ヒュームは最初アバディーン・バラ選挙区での再選を目指そうとしたが、ミドルセックス選挙区からの出馬も検討しており、結局急進派のプレイスやホイッグ党の庶民院院内総務オールトラップ子爵ジョン・スペンサーの支持を得てミドルセックス選挙区から出馬することにした。最有力候補だったヒュームが不出馬を決めたため、アバディーン・バラ選挙区ではカーネギー、ホレイショ・ロス（ホイッグ党所属）、ジョン・ケネディ＝アースキン閣下（Hon. John Kennedy-Erskine、第12代カセルス伯爵アーチボルド・ケネディの息子、国王ウィリアム4世の庶子オーガスタの夫）、ジョージ・ロバート・スミス（ホイッグ党所属、銀行家）が名乗りを上げた。ケネディ＝アースキンがすぐに撤退した一方、カーネギーはウェリントン公爵内閣（トーリー党政権）への支持を表明、外国滞在中のスミスは代表を通じて改革と自由貿易を支持すると表明、ロスも「理性的な」議会改革と自由貿易への支持を述べた。
ヒュームがミドルセックス選挙区で敗れた場合、アバディーン・バラ選挙区で当選させる用意のあるバラが多く、これらのバラは1830年8月5日に予定されたミドルセックス選挙区の開票まで態度を明らかにしなかった（アバディーン・バラ選挙区はその2週間後の8月18日に投開票）。最終的にはヒュームがミドルセックス選挙区で当選、さらにブレッキンの自治体議会が8票対2票でカーネギー支持を決めると、スミスは選挙戦から撤退、カーネギーは8月18日の投開票で3票を得て当選した。議会で演説した記録はなかったが、1830年11月と12月に選挙区からの奴隷制度反対請願を議会に提出した。アバディーン・バラ選挙区では第1回選挙法改正支持の声が大きかったが、カーネギーは第一次改革法案（1831年3月提出）の第二読会（1831年3月22日）で反対票を投じて支持を失い、代わりにロスが人気を集めた。これによりカーネギーは議会解散に伴い引退を表明、1831年イギリス総選挙に出馬せず退任した。カーネギーは告別演説で「国体、ひいてはスコットランドの福祉に対する危険な革新をはらむ」（fraught with innovations dangerous to the constitution ... but more especially to the welfare of Scotland）法案に反対票を投じたことで多くの有権者と敵対してしまったと述べた。以降は政界で活動しなくなった。

### 政界引退以降
1847年にヴィクトリア女王への請願を出してサウセスク伯爵位とカーネギー卿位の継承を主張し、その証拠が1848年8月11日に貴族院特権委員会に提出されたが、パース伯爵の継承権をめぐる前例があったため、サウセスク伯爵位は回復されなかった。
1849年1月30日にキナードで死去、長男ジェームズが準男爵位を継承した。

## 家族
1825年11月14日、ナポリでシャーロット・ライソンズ（Charlotte Lysons、1848年4月10日没、ダニエル・ライソンズの娘）と結婚、3男2女をもうけた。
- ジェームズ（英語版）（1827年11月16日 エディンバラ – 1905年2月21日 キナード） - 第6代準男爵、第9代サウセスク伯爵、初代バリンハード男爵[2]
- ジョン（1829年10月14日 キナード – 1883年7月5日） - 海軍軍人としてクリミア戦争に参戦、生涯未婚[2]
- チャールズ（英語版）（1833年5月14日 キナード – 1906年9月12日） - 庶民院議員、生涯未婚[2]
- シャーロット（英語版）（1839年7月22日 キナード – 1880年1月15日） - 1860年6月16日、トマス・フレデリック・フォスリンガム（Thomas Frederick Fothringham、1864年3月7日没）と結婚、子供あり[2]。1868年12月8日、フレデリック・ボアロ・エリオット（Frederick Boilleau Elliot、ジョージ・エリオット（英語版）の五男）と再婚[2]
- アグネス（1843年5月11日 レミントン – 1852年1月13日[2]）